# جون لانديس
جون لانديس (بالإنجليزية: John Landis)‏ مواليد 3 أغسطس 1950 في شيكاغو، هو مخرج وممثل وكاتب سيناريو أمريكي.

## حادثة فيلم توايلايت زون
في 23 يوليو 1982 أثناء تصوير فيلم توايلايت زون، قتل الممثل فيك مورو بالإضافة لطفل في السادسة وطفلة في السابعة بسبب فقدان السيطرة على مروحية أثناء تصوير مشهد، حيث كانوا متواجدين تحتها عندما سقطت وتحطمت. تم اتهام لانديس وأربعة أعضاء آخرين من الطاقم بتهمة القتل الخطأ. اتهم المدعي العام لانديس أنه كان مستهترا ولم يخبر الوالدين عن قرب الأطفال الشديد من المتفجرات والمروحية التي استخدمت في المشهد.

## الأعمال
- مستذئب أمريكي في لندن
- الأصدقاء الثلاثة
- شرطي بيفرلي هيلز 3
- أبطال كيلي
- فيلم الدمى
- الرجل العنكبوت 2
- أسود أو أبيض
- سايك

## وصلات خارجية
- جون لانديس على موقع IMDb (الإنجليزية)
- جون لانديس على موقع روتن توميتوز (الإنجليزية)
- جون لانديس على موقع مونزينجر (الألمانية)
- جون لانديس على موقع ألو سيني (الفرنسية)
- جون لانديس على موقع ميوزك برينز (الإنجليزية)
- جون لانديس على موقع أول موفي (الإنجليزية)
- جون لانديس على موقع بوكس أوفيس موجو (الإنجليزية)
- جون لانديس على موقع قاعدة بيانات الأفلام السويدية (السويدية)
- جون لانديس على موقع إن إن دي بي (الإنجليزية)
- جون لانديس على موقع ديسكوغز (الإنجليزية)